# 聖經神學
聖經神學一詞有許多不同的用法，很難對其做出清楚的界定。可以指:
- 聖經神學運動(biblical theology movement) － 指一聖經神學的運動。
- 聖經神學(biblical theology)－ 作為一神學研究方法。

## 聖經神學運動
聖經神學運動(biblical theology movement)是一个近代基督教神学运动，盛行於20世紀40年代至70年代。運動由北美與歐陸的聖經學者發起，以自由主義的批判假設與方法，試圖處理與聖經研究相關的神學。

## 聖經神學
基于《圣经》的文本内容，以歷史學的態度，来研究各時期內的神學與各聖經作者的思想。

## 外部連結
- 顶尖圣经学者视频集